# سیارک ۶۶۰۸
سیارک ۶۶۰۸ (به انگلیسی: 6608 Davidecrespi، نامگذاری:1991VC4) شش هزار و ششصد و هشتمین سیارک کشف شده‌است که در ۲ نوامبر ۱۹۹۱ کشف شد.
قدر مطلق سیارک برابر ۱۰.۲ است.